# Дай Фугу
Дай Фугу (戴復古, 1167 —1248) — китайський поет часів династії Сун, представник «старовинного стилю».

## Життєпис
Народився 1167 році у м.Хуан'янь, розташованого на о.строві тієї ж назви (тепер відноситься до провінція Чжецзян). Походив з родини простолюдинів. Все життя прожив, не виїжджаючи за межі своєї області (сучасна провінція Цзянсу). Ніколи не служив, задовольняючись тим малим, що давали заняття літературою.

## Творчість
Найяскравіший з південносунських поетів, які належали до цзянсуської поетичної школи. Вчився майстерності віршування у свого старшого сучасника Лу Ю, а також у поетів кінця епохи Тан. Складав, головним чином, в жанрах ши і ци. Хоча більшість віршів Дай Фугу присвячені опису пишних красот природи півдня Китаю, поет не цурався і соціальної проблематики. Заслуженою славою досі користуються його збірки «Шипін шицзи» («Вибрані ши Шіпіна») і «Шипін ци» («Вибрані ци Шіпіна»).